# Sobretta-Gavia
Sobretta-Gavia (italsky Gruppo Sobretta-Gavia) je horská skupina na západě Východních Alp, v Itálii. Nachází se mezi horskými skupinami Ortles na severu a Adamello-Presanella na jihu, mezi údolími Valtellina a Val Camonica. Leží na území provincií Sondrio a Brescia, v Lombardii. Je součástí Jižních vápencových Alp. Sobretta-Gavia bývá někdy uváděna jako součást horské skupiny Ortles. Nejvyšší horou je Monte Sobretta.